# Стефан (Хараламбідіс)
Митрополит Стефан (грец. Μητροπολίτης Στέφανος, ест. Metropoliit Stefanus; в миру Хрістакіс Хараламбідіс, грец. Χριστάκης Χαραλαμπίδης; рід. 29 квітня 1940, Костерманвіль, Бельгійське Конго) - єпископ Константинопольського патріархату, митрополит Талліннський, керуючий Естонської апостольської православної церквою (з 1999).

## Біографія
Народився 29 квітня 1940 року в Костерманвіле (нині Букаву), в Бельгійському Конго (нині - Демократична Республіка Конго) в грецькій родині кіпрських біженців.
У 1959 році закінчив школу «Notre-Dame de la Victoire» і єзуїтський коледж в Букаву, після чого протягом року навчався на медичному факультеті в католицькому Університеті в Лувене (Бельгія), звідки в 1960 році перевівся на навчання до Свято-Сергіївського православного богословського інституту в Парижі (Франція). 

### Служіння у Франції
6 січня 1963 був висвячений в сан диякона для служіння в грецькій Галльській митрополії у Франції.
У 1964 році паралельно почав навчатися в Сорбонні. У 1965 році отримав ступінь магістра в Свято-Сергіївському інституті.
17 листопада 1968 висвячений у сан священика.
У 1972 році возведений у сан протосинкела, ставши найближчим помічником митрополита Мелетія (Карабініса) з управління південним регіоном Франції з проживанням в Ніцці.
25 березня 1987 був хіротонізований в титулярного єпископа Назіанзського, вікарія грецької Галльської митрополії у Франції. Як вікарний єпископ, як і раніше проживав в Ніцці.
Протягом тридцяти років він був відповідальною особою за молодіжну роботу галльської метрополії. У цей період він був головним секретарем Асамблеї православних єпископів Франції, головою комісії із засобів масової інформації православних церков Франції, продюсером православних програм на французькому телебаченню і радіо. Представляв галльську митрополію і Константинопольський Патріархат на різних міжнародних зустрічах у Франції, Сербії, Іспанії, Швейцарії, Росії та Фінляндії.
З 1990 по 1999 рік був лектором в Свято-Сергіївському богословському інституті і професором патрології в католицькій семінарії Ніцци. Він читав лекції на юридичному факультеті Університету Ніцци про геополітичну роль православної церкви і в університеті Монпельє про духовну традицію Візантії. Написав численні богословські статті та книги, які були переведені на грецьку, італійську, іспанську та румунську мови, був редактором двох журналів в Південній Франції.

### Церковне служіння в Естонії
13 березня 1999 року призначений керуючим Естонської апостольської православної церквою в юрисдикції Константинопольського патріархату. Як зазначає сам митрополит Стефан, «для мене призначення в Естонію стало сюрпризом. До цього я був вікарним єпископом грецької архієпископії у Франції, проживав на півдні, в Ніцці. І коли мені сказали про Естонію, я навіть спочатку не знав, де вона знаходиться. Припускав, що десь біля Сибіру». Інтронізація відбулася 21 березня 1999 з присвоєнням титулу — «митрополит Талліннський і всієї Естонії».
Виступав проти реєстрації Естонської православної церкви Московського патріархату, яка сталася лише в 2001 році.
Напередодні візиту до Росії (20 січня 2005 року) президента Естонії Арнольда Рюйтеля звинуватив Московський патріархат у створенні напруженості між православними в Естонії. 